# Friedrich Reventlou
Friedrich greve (von) Reventlou (Reventlow(-Preetz)) (16. juli 1797 i Slesvig by – 24. april 1878 på Starzeddel) var en holstensk adelig og statholder. Han var bror til Christian Andreas Julius, Heinrich og Ernst Christian Reventlow.

## Embedskarriere
Han var søn af generalmajor Heinrich Reventlow. Reventlou gik på Catharineum i Lübeck, studerede i Göttingen, Jena og Kiel og tog 1820 juridisk eksamen på Gottorp. 1821 blev han auskultant både ved overretten og ved landretten i Holsten, 1825 medlem af sidstnævnte ret, 1827 tillige af førstnævnte og 1834 medlem af overappellationsretten i Kiel, men trådte allerede 1836 ud af statstjenesten, da han valgtes til klosterprovst i Preetz. 1834 blev han kammerherre.

## Stænderdeputeret
I Itzehoe stænder stillede han sig, 1836 valgt af ridderskabet, tidligt på et afgjort slesvig-holstensk standpunkt, og han ledede her med dygtighed oppositionen. Mod det åbne brev af 8. juli 1846 udtalte han sig så skarpt, at han blev afvist, da han søgte audiens hos Christian VIII, efter at Itzehoe stænder havde nægtet enhver forhandling. Stændernes skrappe adresse til kongen af 19. januar 1847 skyldes hans pen.

## Oprører og statholder
Da også den forblev ubesvaret, begyndte Reventlou allerede samme efterår at konspirere med Wilhelm Beseler, og da Carl Moltkes forsøg på at overbevise ham om, hvilken farlig vej han var inde på, mislykkedes, var Reventlou selvskrevet medlem af den provisoriske regering, hvis proklamation af 24. marts 1848 om "Kongens Ufrihed" skyldes ham. Efter våbenstilstanden i Malmø måtte den provisoriske regering vige for fællesregeringen, men da krigen atter udbrød i foråret 1849, blev Reventlou af centralregeringen i Frankfurt am Main beskikket til medlem af statholderskabet over hertugdømmerne Slesvig og Holsten sammen med Beseler, og i denne stilling forblev han til februar 1851. Som fuldblods aristokrat var Reventlou meget ømfindtlig for sin ære, og i alle sine offentlige udtalelser under hele oprøret lagde han bestandig stærk vægt på, at slesvig-holstenerne ikke bekæmpede "deres Konge og Hertug", men den demokratiske regering i København, som ville berøve hertugdømmerne deres rettigheder. Reventlou var derfor meget imod friskarevæsenet, uden dog at kunne forhindre det. Der herskede heller ikke altid den bedste harmoni mellem ham og Beseler, og de skiltes 1851 som uvenner, da Beseler ville fortsætte krigen, medens Reventlou nedlagde våbnene, støttet af stænderne. Men Reventlous fiktion om den danske konges ufrihed 1848 har mere end noget andet fremkaldt samtidens og nutidens hårde domme om det slesvig-holstenske oprør.

## Senere virke i Tyskland
Da Reventlou blev udelukket fra amnestien, måtte han forlade landet og nedlægge embedet som klosterprovst. Han købte godserne Starzeddel, Raubart og Vettersfelde i Nederlausitz, hvor han bosatte sig. 1861 blev han livsvarigt medlem af det preussiske Herrehus, i hvilket han kort efter Frederik VII's død ivrig påkaldte Preussens indblanding i det danske monarkis anliggender. 1866 belønnede Kong Vilhelm ham ved at udnævne hans datter til guvernante for kronprinsens børn. 1867 søgte han i Holsten valg til den nordtyske Rigsdag, men faldt for en augustenborger. Ved Kiels Universitets jubilæum 1878 blev han Doktor Juris hon. 1891 rejstes der i Slesvig et monument for Reventlou og Beseler.
16. juni 1831 blev Friedrich Reventlou gift med Louise friherreinde Løw von und zu Steinfurth (14. februar 1807-27. maj 1864), datter af Georg friherre Løw.
I tilgift til sin kammerherretitel var han blevet Ridder af Dannebrogordenen 1839, Dannebrogsmand 1840 og Kommandør 1842, men mistede alle disse titler efter sin landsforvisning.